# An Experiment Concerning the Spirit of Coals

An Experiment Concerning the Spirit of Coals (« Une expérience concernant l'esprit des charbons ») est l'intitulé d'une expérience réalisée par un certain révérend John Clayton, avant 1691. C'est probablement la première expérience de chimie analytique, réalisée de manière scientifique, ayant mis en évidence un gaz inflammable associé au charbon, le gaz de houille. Cette expérience marque par ailleurs d'un jalon les débuts de la carbochimie. 
En 1726, le docteur Stephen Hales, dans ses travaux sur la statique des végétaux, propose une des premières expériences sur la distillation du charbon, qui montre que 158 grains de charbon de Newcastle ont donné 180 pouces cubes d’air inflammable. C'est une des premières expériences à démontrer la possibilité de produire un gaz inflammable à partir du charbon. Il semble toutefois que le révérend John Clayton ait effectué des expériences sur la distillation du charbon quelques années avant la publication du livre de Hales mais dont la description ne fut publiée qu'en 1739 dans les Philosophical Transactions of the Royal Society. Cette description consiste en un extrait d'une lettre écrite par Clayton à Robert Boyle, décédé en 1691, qui a de toute évidence été écrite avant cette année.

« J'ai vu un fossé à trois kilomètres de Wigan, dans le Lancashire, où l’eau semblait brûler comme de l’eau-de-vie ;
la flamme était si féroce, que plusieurs étrangers ont fait bouillir des œufs dessus ; 
les gens des environs affirment en effet qu’elle aurait fait bouillir un morceau de bœuf il y a environ 30 ans ;
et d'autre-part qu'alors, pleuvant beaucoup, la pluie aurait produit beaucoup plus de flamme; maintenant, après la pluie, elle ne brûlait presque plus. 
C'est après une longue saison de pluie que je suis revenu voir le lieu et faire quelques expériences, et je me suis rendu compte que, même si un papier enflammé était agité dans le fossé, l'eau ne prenait pas feu. 
J'ai ensuite engagé quelqu'un pour construire un barrage dans le fossé et en évacuer l'eau, ceci afin d'essayer de déterminer si la vapeur, qui sortait du fossé, prendrait feu, mais trouvai qu'elle ne le faisait pas. 
Cependant, je poursuivis encore mon expérience et l'obligeai à creuser plus profondément; et quand il eut creusé la profondeur d'un demi-mètre, nous trouvâmes une coquille de charbon, et la bougie étant ensuite déposée dans le trou, l'air prit feu et continua à brûler.
Je remarquai qu'il y avait eu des mines de charbon dans le même sol rapproché ;
et j'obtins du charbon de l'une des fosses les plus proches ;
que je distillai dans une cornue placée dans un âtre.
Au début, seul le flegme est venu, ensuite une huile noire, puis une vapeur est apparue que je pouvais maintenant condenser ;
mais cela a brisé le lut ou cassé mes lunettes. Une fois qu'il a forcé le lut,
je suis revenu près de celui-ci afin d'essayer de le réparer,
je remarquai que la vapeur qui en sortait s'enflammait à la flamme de la bougie,
et continuait de brûler avec violence alors qu’elle sortait dans un ruisseau; je l'éteignis et je l’allumai encore plusieurs fois. »